# Сентерв'ю (Міссурі)
Сентерв'ю (англ. Centerview) — місто (англ. city) в США, в окрузі Джонсон штату Міссурі. Населення — 189 осіб (2020).

## Географія
Сентерв'ю розташований за координатами 38°44′43″ пн. ш. 93°50′43″ зх. д. / 38.74528° пн. ш. 93.84528° зх. д. (38.745398, -93.845168).  За даними Бюро перепису населення США в 2010 році місто мало площу 0,30 км², уся площа — суходіл.

## Демографія
Згідно з переписом 2010 року, у місті мешкало 267 осіб у 94 домогосподарствах у складі 65 родин. Густота населення становила 897 осіб/км².  Було 114 помешкання (383/км²).
Расовий склад населення:
| - 94,4 % — білих - 1,9 % — азіатів - 0,4 % — корінних американців - 0,4 % — чорних або афроамериканців - 1,5 % — осіб інших рас |

До двох чи більше рас належало 1,5 %. Частка іспаномовних становила 3,7 % від усіх жителів.
За віковим діапазоном населення розподілялося таким чином: 36,7 % — особи молодші 18 років, 56,9 % — особи у віці 18—64 років, 6,4 % — особи у віці 65 років та старші. Медіана віку мешканця становила 29,4 року. На 100 осіб жіночої статі у місті припадало 78,0 чоловіків;  на 100 жінок у віці від 18 років та старших — 83,7 чоловіків також старших 18 років.
Середній дохід на одне домашнє господарство  становив 36 419 доларів США (медіана — 31 250), а середній дохід на одну сім'ю — 41 222 долари (медіана — 37 813). Медіана доходів становила 32 250 доларів для чоловіків та 19 844 долари для жінок. За межею бідності перебувало 23,6 % осіб, у тому числі 31,0 % дітей у віці до 18 років та 17,4 % осіб у віці 65 років та старших.
Цивільне працевлаштоване населення становило 88 осіб. Основні галузі зайнятості: освіта, охорона здоров'я та соціальна допомога — 27,3 %, транспорт — 25,0 %, роздрібна торгівля — 11,4 %, мистецтво, розваги та відпочинок — 11,4 %.